# Bayerische Pt 2/3
| Bayerische Pt 2/3 DR-Baureihe 70.0 ÖBB 770 | Bayerische Pt 2/3 DR-Baureihe 70.0 ÖBB 770                                                                                            | Bayerische Pt 2/3 DR-Baureihe 70.0 ÖBB 770                                                                                            | Bayerische Pt 2/3 DR-Baureihe 70.0 ÖBB 770                                                                                            |
| ------------------------------------------ | --- | --- | --- |
| 70 083 (ex bayer. Pt 2/3), München Ost     | | | |
| Nummerierung:                              | 6001–6002 DR 70 001–002 | 6003–6091 DR 70 003–091 | 6092–6097 DR 70 092–097 |
| Anzahl:                                    | 97 | 97 | 97 |
| Hersteller:                                | Krauss | Krauss | Krauss |
| Baujahre:                                  | 1909–1916 | 1909–1916 | 1909–1916 |
| Ausmusterung:                              | bis 1963 | bis 1963 | bis 1963 |
| Bauart:                                    | 1B h2 bzw. 1’B h2 | 1B h2 bzw. 1’B h2 | 1B h2 bzw. 1’B h2 |
| Spurweite:                                 | 1.435 mm | 1.435 mm | 1.435 mm |
| Länge über Puffer:                         | 9.065 mm | 9.165 mm | 9.265 mm |
| Dienstmasse:                               | 38,4 t | 39,5 t | 39,9 t |
| Reibungsmasse:                             | 27,2 t | 28,3 t | 28,4 t |
| Radsatzfahrmasse:                          | 13,6 t | 14,1 t | 14,2 t |
| Höchstgeschwindigkeit:                     | 65 km/h | 65 km/h | 65 km/h |
| Indizierte Leistung:                       | 310 kW | 310 kW | 310 kW |
| Treibraddurchmesser:                       | 1.250 mm | 1.250 mm | 1.250 mm |
| Laufraddurchmesser (vorne):                | 850 mm | 850 mm | 1.006 mm |
| Zylinderanzahl:                            | 2 | 2 | 2 |
| Zylinderdurchmesser:                       | 375 mm | 375 mm | 375 mm |
| Kolbenhub:                                 | 500 mm | 500 mm | 500 mm |
| Kesselüberdruck:                           | 12 bar | 12 bar | 12 bar |
| Rostfläche:                                | 1,22 m² | 1,22 m² | 1,22 m² |
| Überhitzerfläche:                          | 18,40 m² | 18,40 m² | 18,40 m² |
| Verdampfungsheizfläche:                    | 58,10 m² | 58,10 m² | 58,10 m² |
| Lokbremse:                                 | Westinghouse-Druckluftbremse auf den 1. Kuppelradsatz von vorn und 2. Kuppelradsatz von hinten wirkend; Wurfhebelbremse im Führerhaus | Westinghouse-Druckluftbremse auf den 1. Kuppelradsatz von vorn und 2. Kuppelradsatz von hinten wirkend; Wurfhebelbremse im Führerhaus | Westinghouse-Druckluftbremse auf den 1. Kuppelradsatz von vorn und 2. Kuppelradsatz von hinten wirkend; Wurfhebelbremse im Führerhaus |

Die Dampflokomotiven der Gattung Pt 2/3 der Königlich Bayerischen Staatsbahn waren zweizylindrige Heißdampf-Tenderlokomotiven für leichte Personenzüge. Sie wurden von Krauss zwischen 1909 und 1915 hergestellt. Mit ihrer charakteristischen Bauform der weit vorgelagerten Laufachse und zwei unter dem Stehkessel liegenden Kuppelachsen haben sie sich gegen die Vergleichsbauart Bayerische Pt 2/4 N durchgesetzt und konnten sich nach dem Wegfall der ursprünglichen betrieblichen Anforderungen noch bis in die 1960er Jahre auf süddeutschen Nebenbahnen halten.

## Geschichte
Insgesamt wurden 97 Exemplare hergestellt, deren drei Bauausführungen sich nur geringfügig unterschieden. Bis 1937 wurden 50 Maschinen mit Bisselachsen ausgestattet (die Achsfolge änderte sich dabei von 1B nach 1’B). Die konstruktive Besonderheit dieser Lokomotive war der außergewöhnlich große Abstand zwischen Treib- und Laufachse von 4000 mm; bei den letzten sechs Exemplaren 4050 mm. Daraus resultierte ein sparsamer, aber wirtschaftlich sinnvoller Leichtbau der Maschine, die sich hervorragend bewährte. Nach dem Merkbuch für Dampflokomotiven der Deutschen Reichsbahn von 1924 konnte von der Pt 2/3 in der Ebene eine Zuglast von 375 t mit 65 km/h sowie auf einer Steigung von 14 Promille immerhin noch eine Zuglast von 265 t mit 15 km/h bewältigt werden.

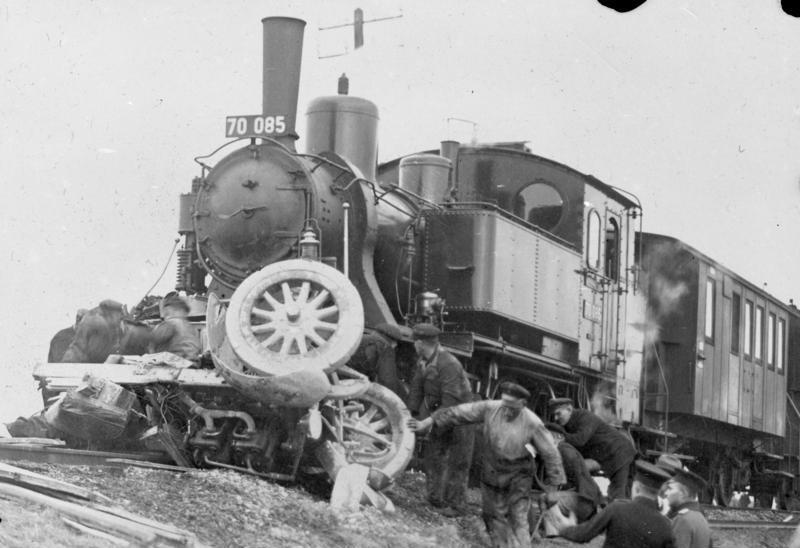
Unfall der 70 085 mit einem Kraftwagen im November 1929

Hinter der Idee der Pt 2/3 stand das Konzept der „leichten Züge“, wobei der Schaffner zu Lasten des Heizers eingespart wurde, der dann durch eine Tür an der Hinterseite der Lok in den Zug gelangte, wo er alle Aufgaben des Schaffners übernehmen musste. Die Pt 2/3, spätere Baureihe 70, wurde durch stärkere Lokomotiven wie die Baureihe 64 und die Elektrifizierung aus ihrem ursprünglichen Dienst verdrängt und gelangte in den Nebenbahndienst, wo sie sich besonders aufgrund ihrer Sparsamkeit lange hielt. Die überflüssig gewordenen Türen an der Rückseite wurden teilweise zugunsten eines größeren Kohlenkastens ausgebaut.
Die Deutsche Bundesbahn übernahm 89 Lokomotiven; vier waren in Österreich verblieben, drei offenbar durch Kriegseinwirkung nicht mehr wirtschaftlich aufzuarbeiten, und eine war 1935 ausgemustert worden. Die letzte Lok, 70 083, wurde 1963 bei der Bundesbahndirektion Nürnberg ausgemustert und nach München überführt. Nachdem sie fast vierzig Jahre als Technisches Denkmal in Mühldorf am Inn verbracht hatte, konnte der Bayerische Localbahnverein e. V. die Lok im Jahr 2005 wieder in Betrieb nehmen. Nach Einbau des Zugsicherungssystems PZB 90 sowie Zugfunk GSM-R wird sie für Dampfzugfahrten in ganz Bayern sowie im benachbarten Österreich eingesetzt. Die Lokomotive ist Eigentum der DB Stiftung.

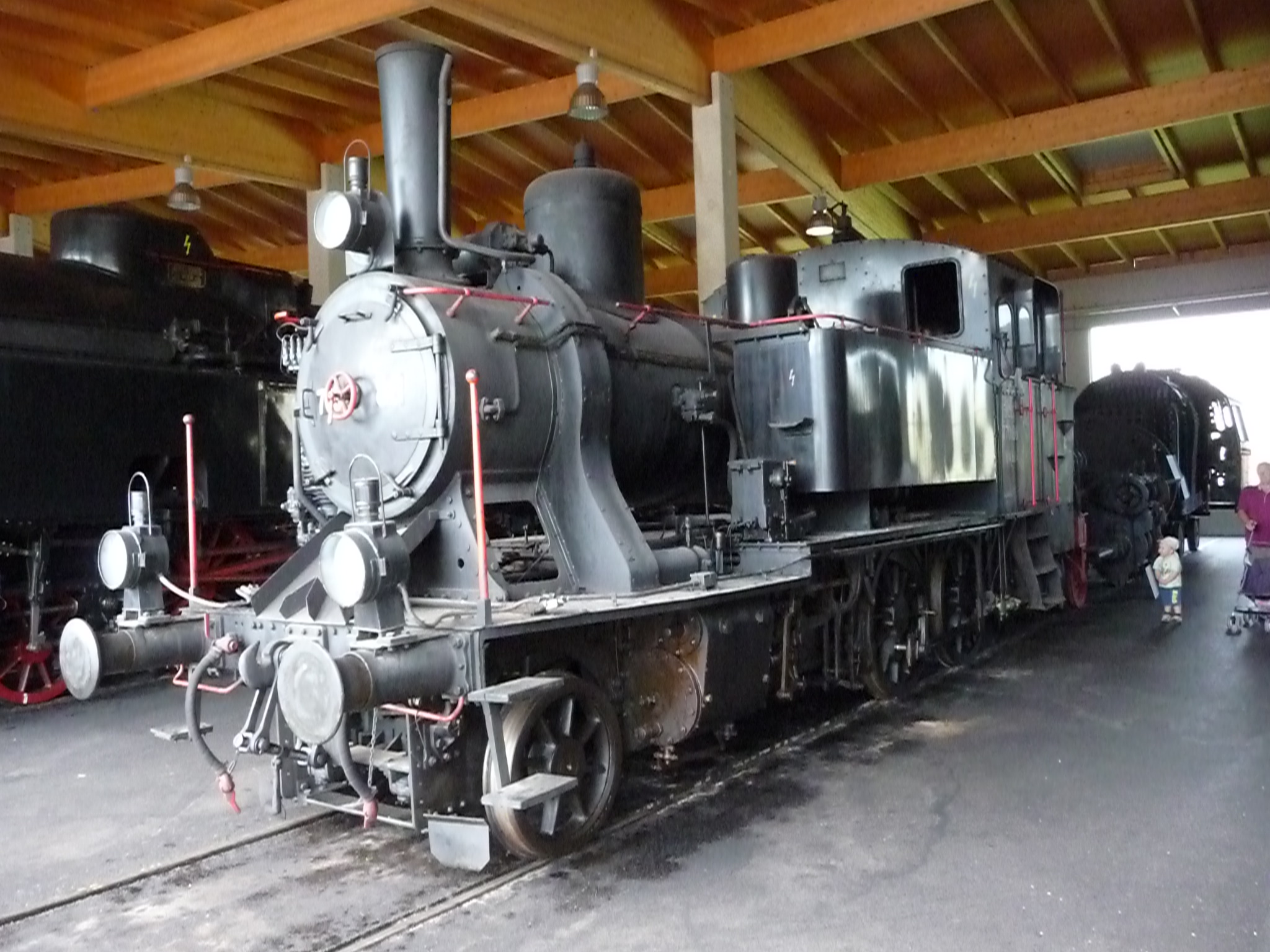
770.86 im Eisenbahnmuseum Ampflwang Zustand 2012

Nach dem Zweiten Weltkrieg verblieben die 70 086, 092, 095 und 096 in Österreich, die unter Beibehaltung der Ordnungsnummer die ÖBB Reihe 770 bildeten. Ihr Haupteinsatzgebiet war die Strecke Pöchlarn–Kienberg-Gaming. Die 770.86 wurde am 31. Januar 1967 als letzte ihrer Art abgestellt. Die danach beim Bahnhof Pöchlarn aufgestellte Lok wurde 1997 betriebsfähig aufgearbeitet und führte ab 1999 Sonderzüge der Brenner & Brenner Dampflokomotiven Betriebsgesellschaft. Seit 2010 steht sie im Eisenbahnmuseum Ampflwang.